# احتجاجات الانتخابات الإيرانية 2009–2010

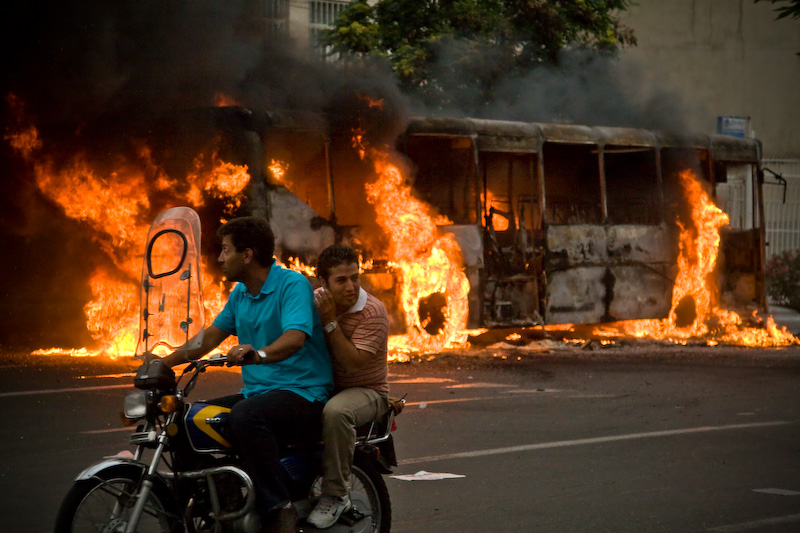
حافلة ركاب تشتعل بها النيران في العاصمة الإيرانية طهران

حدثت الاحتجاجات ضد نتائج الانتخابات الرئاسية الإيرانية المثيرة للجدل لعام 2009 (بالفارسية: اعتراضات علیه نتایج انتخابات ریاست جمهوری سال 1388) (بفوزٍ كان محلّ نزاع للرئيس الإيراني محمود أحمدي نجاد)، دعمًا لمرشّحَي المعارضة مير حسين موسوي ومهدي كروبي، في المدن الرئيسية في جميع أنحاء البلاد منذ عام 2009 وحتى بدايات عام 2010. سُميت الاحتجاجات «الحركة الخضراء الإيرانية» من قبل مؤيديها، والتي تعكس موضوع حملة موسوي، والصحوة الفارسية، أو الربيع الفارسي، أو الثورة الخضراء، التي تعكس «الهوية الفارسية» للإيرانيين وما يسمى «الثورة الملونة».
بدأت الاحتجاجات ليلة 12 يونيو عام 2009، عقب الإعلان عن فوز الرئيس محمود أحمدي نجاد بنسبة 63% من الأصوات، رغم العديد من المخالفات المبلغ عنها. شكك جميع مرشحي المعارضة الثلاثة في نزاهة الأصوات وحدوث تلاعب وتزوير، إذ قدم رضائي وموسوي شكاوى رسمية. أعلن موسوي أنه «لن يستسلم أمام هذا التلاعب» قبل تقديم استئناف رسمي ضد النتيجة إلى مجلس صيانة الدستور في 14 يونيو. أمر علي خامنئي بإجراء تحقيق في مزاعم التزوير والمخالفات الانتخابية، بناء على طلب قادة الحركة الخضراء. وصف أحمدي نجاد الانتخابات بأنها «حرة تمامًا» ووصف النتيجة بأنها «نصر عظيم» لإيران، رافضًا الاحتجاجات ومشبهًا إياها بـ«عواطف ما بعد مباراة كرة قدم».
أمرت الحكومةُ الشرطة وقوات الباسيج شبه العسكرية بقمع الاحتجاجات بعنف، نظرًا إلى حالات العنف المتفرقة التي وجدت في الاحتجاجات، وتعرض المتظاهرون للضرب ورش الفلفل والاعتقال والتعذيب، وحتى إطلاق النار في بعض الحالات. كانت ندا آغا سلطان أكثر ضحايا الأسلحة النارية شهرة، إذ رُفع فيديو للحظاتها الأخيرة على موقع يوتيوب وبُثّ في جميع أنحاء العالم. أفادت جماعات المعارضة أيضًا باعتقال آلاف آخرين وتعذيبهم في سجون في جميع أنحاء البلاد، إذ زعم سجناء سابقون حدوث اغتصاب جماعي لرجال ونساء وأطفال، من قبل الحرس الثوري الإسلامي، في سجون مثل كهريزاك وإيفين. أكّدت الحكومة الإيرانية مقتل 36 شخصًا خلال الاحتجاجات، في حين زعمت تقارير غير مؤكدة من قبل مؤيدي موسوي حصولَ 72 حالة وفاة على الأقل (أكثر من ضعف العدد) في الأشهر الثلاثة التي تلت الانتخابات، وزعموا أن أقارب الضحايا أُجبروا على التوقيع على وثائق تشير إلى الوفاة بأزمة قلبية أو التهاب السحايا. أغلقت السلطات الإيرانية الجامعات في طهران، وحظرت المواقع الإلكترونية، وقطعت إشارات الجوال، وحظرت التجمعات.
تطور تشكل الحركة الخضراء الإيرانية خلال هذه الاحتجاجات. وسُميت أيضًا «ثورة تويتر»، وذلك بسبب اعتماد المحتجين على تويتر وغيره من وسائل التواصل الاجتماعي، من أجل التواصل.

## خلفية

### قبل عام 2005
تقوم الحكومة على مفهوم ولاية الفقيه منذ عام 1980، بعد انهيار نظام الشاه في عام 1979، وهو نظام حكم يُعتبر فيه الفقيه القائد الأعلى. غُيّر النظام باعتدال إلى «الجمهورية الإسلامية» الحالية، بعد دعوات لاعتبار مفهوم ولاية الفقيه غير ديمقراطي، إذ اختار مجلس رجال الدين -الذي ينتخبه الشعب- المرشد الأعلى الذي يجب أن يكون وفقًا للدستور رجل دين (رغم أن هذا قد تغيّر في عام 1988). يعيّن المرشد الأعلى بدوره أعضاء مجلس صيانة الدستور البالغ عددهم اثني عشر عضوًا، والذين يقرّون القوانين ويوافقون على المرشحين للانتخابات، حتى على المستوى الرئاسي. لا يُعتبر رئيس إيران القائد الأعلى، بل يتحكم المرشد الأعلى بالجيش، والشرطة، والحرس الثوري. يُعتبر الحرس الثوري قوة شبه عسكرية محمية بموجب الدستور، تعمل جنبًا إلى جنب مع القوات المسلحة النظامية، وتتمثل مهمتها الأساسية بحماية الجمهورية الإسلامية. يمتلك الحرس الثوري جناحًا إضافيًا يُسمى الباسيج، يقدم الدعم في تنفيذ القوانين الدينية وقمع المنشقين، ولا يُعتبر أعضاء الباسيج كاملي العضوية في الحرس الثوري، ويفتقرون للتدريب المقدم للأعضاء المتفرغين، رغم إمكانية استدعائهم لمساعدة القوات النظامية في أوقات الشدة. على الرغم من ادعاء الخميني وخلفه خامنئي ديمقراطيةَ النظام، وأن الحرس الثوري ضروري لحماية الحكومة من الانقلابات العسكرية والتدخل الأجنبي، يجادل النقاد بأن هذا النظام يخدم فقط بقاء المحافظين متماثلي الرأي بالسلطة وتهميش أي معارضة، في حين يُستخدم الحرس الثوري لإسكات أي منشقين.
لم تنجُ الجمهورية الإسلامية من المعارضة الشعبية في الماضي. كانت منظمة مجاهدي خلق الإيرانية خلال ثمانينيات القرن الماضي فعالة في معارضة الخميني، من خلال احتجاجات كبيرة وتفجيرات ضد السياسيين مثل محمد علي رجائي، ومحمد بهشتي، وخامنئي نفسه، الذي نجا من محاولة اغتيال جعلت ذراعه اليمنى مشلولة. أعلن الخميني عقب تفجير هفت تير أن منظمة مجاهدي خلق وأي شخص يعارض الجمهورية الإسلامية هم «أعداء الله»، وواصلوا حملة جماعية من التعذيب والاغتصاب والإعدام ضد أعضاء مجاهدي خلق، ومنظمة فدائيو الشعب الإيراني، وحزب توده الإيراني، وأيًا أسرهم، وأصدقائهم المقربين، وحتى أي شخص متهم بسلوك إسلامي غير كاف، ما أسفر عن مقتل آلاف الإيرانيين، الذين حوكموا عادة في محاكم السریعة والسرية التي يديرها رجال دين متشددون. أمر الخميني جميع السجون بإعدام جميع الأسرى عقب عملية مرصاد في عام 1988، ما أسفر عن مقتل ما يتراوح بين 3,000 إلى 30,000 شخص من السجناء السياسيين. لم تظهر أي معارضة منظمة في إيران منذ ذلك الحين، وتستخدم الحكومة الإيرانية عادة، وبعد هذه التجربة، أساليب قاسية لتهميش أي محاولة لإزالة النظام، وتسوغ ذلك عادة بتصنيف «عدو الله».
في عام 1997، وعقب الفوز غير المتوقع لرجل الدين الإصلاحي غير المعروف سابقًا محمد خاتمي، ظهر إحياء لفصيل معتدل داخل الحكومة اعتقد الجمهور أنه قادر على إصلاح سلطة المحافظين وكبحها، وجعل النظام ديمقراطي إلى حد ما، واعتقدوا أن خامنئي كان ينوي الوثوق بهذا الفصيل على أمل أن يتمكن من تحسين البلاد بعد حرب استمرت ثماني سنوات مع العراق، الأمر الذي فشل رفسنجاني والمحافظون بفعله. شكك الإصلاحيون في مفهوم الجمهورية الإسلامية بدلًا من الترويج لإصلاح النظام، وبدأت الحكومة تشكك في خاتمي وفصيله عقب الكشف عن جرائم قتل المنشقين على أيدي أجهزة الاستخبارات في صحف الإصلاحيين، ووصل الصراع إلى نقطة الانهيار بعد الاحتجاجات الطلابية عام 1999، إذ رُقّي بعد ذلك متشددون مثل محمد علي جعفري، ومحمد باقر قاليباف، وقاسم سليماني، للسيطرة على الحرس الثوري وأجهزة الأمن من أجل قمع معظم الحركات الإصلاحية.  عارض خامنئي أي محاولة لتحرير الحكومة أو المجتمع،  رغم حصول الإصلاحيين على الأغلبية في المجلس عام 2000، وفوز خاتمي في انتخابات عام 2001 أيضًا. اعتبر معظم الإيرانيين والمتابعين عمومًا أن الحركة الإصلاحية كانت فاشلة مع سعيد حجاريان، المنظّر الرئيسي للحركة، معلنًا في عام 2003 أن «حركة الإصلاح قد ماتت. فلتحيا حركة الإصلاح».